# Metabemisia palawana
Metabemisia palawana es un insecto hemiptero de la familia Aleyrodidae y la subfamilia Aleyrodinae.
Fue descrita científicamente por primera vez por Martin in Martin & Camus en 2001.